# 成田芋虫
成田 芋虫（なりた いもむし、1989年4月27日 - ）は、日本の漫画家、イラストレーター。女性。福岡県出身。

## 略歴
- 1989年 - 福岡県に生まれる。
- 2010年 - スクウェア・エニックスマンガ大賞のギャグ部門で入選しデビュー。
- 2014年 - 『IT'S MY LIFE』が裏サンデーの第3回連載投稿トーナメントにて3位を受賞。同年12月より連載[4]（『裏サンデー』・『マンガワン』、2018年連載終了）。
- 2017年 - 『KILLING ME / KILLING YOU』連載開始（『別冊ドラゴンエイジ』→『ヤングドラゴンエイジ』、2023年連載終了[5]）。

## 作品リスト

### 漫画作品

#### 連載
- IT'S MY LIFE（『裏サンデー』2014年 - 2018年）- 連載デビュー作。
- KILLING ME / KILLING YOU（『別冊ドラゴンエイジ』→『ヤングドラゴンエイジ』2017年 - 2023年[5]）

#### 読み切り
- あいむあらい部！（『まんがタイムきららMAX』2015年12月号 - 2016年2月号）
- CHARLOTTE The harlot（『月刊ドラゴンエイジ』2020年2月号、2020年6月号）

### 書籍
- 『IT'S MY LIFE』、小学館〈裏少年サンデーコミックス〉、2015年 - 2018年、全11巻。
- 『KILLING ME / KILLING YOU』、KADOKAWA〈ドラゴンコミックスエイジ〉、2018年 - 、既刊4巻（2023年8月9日現在）
  1. 2018年10月19日発売[6]、ISBN 978-4-04-072877-3
  2. 2019年10月9日発売[7]、ISBN 978-4-04-073356-2
  3. 2020年10月9日発売[8]、ISBN 978-4-04-073838-3
  4. 2023年8月9日発売[9]、ISBN 978-4-04-075044-6

### ソーシャルゲーム関連
- マジカルプラネット （2012年）キャラクターデザイン・アイテム等多数
- 禁断召喚!サモンマスター （2013年 - 2014年）カードイラスト多数
- 天空無双アスタロード （2014年）カードイラスト1点
- 楽園生活 ひつじ村 大地の恵みと冒険の海 （2014年）動物アニメーション多数
- イグドラシル戦記〜世界樹の騎士団〜 （2014年）アイテム2点
- 魔法少女（仮） （2014年）キャラクター・モンスターデザイン多数
- Ending Days（2019年）メインビジュアル・キャラクター加筆

### 小説（挿絵）
- ああ勇者、君の苦しむ顔が見たいんだ（2015年）